# Michael Novak
 (mars 2019).
Si vous disposez d'ouvrages ou d'articles de référence ou si vous connaissez des sites web de qualité traitant du thème abordé ici, merci de compléter l'article en donnant les références utiles à sa vérifiabilité et en les liant à la section « Notes et références ».
Pour les articles homonymes, voir Novak.
Michael Novak (né le 9 septembre 1933 à Johnstown (Pennsylvanie) et mort le  17 février 2017 à Washington (district de Columbia)) est un philosophe catholique américain.
Il a écrit de nombreux essais au sujet du capitalisme, de la religion, et du processus politique de démocratisation.

## Biographie
Michael Novak a été représentant des États-Unis d'Amérique à la Commission des Nations unies sur les Droits de l'Homme. En 1981, puis ambassadeur auprès de l'Organisation pour la sécurité et la coopération en Europe. Il était aussi titulaire de la chaire George Frederick Jewett sur la religion, la philosophie et les politiques publiques à l'American Enterprise Institute. Avant sa mort en 2016 et 2017, il était professeur à l'Université Catholique d'Amérique à Washington, DC.
Michael Novak était titulaire d'un M. A. en histoire et philosophie de la religion de l'université Harvard, et d'un baccalauréat en théologie de l'université pontificale grégorienne. En 1994, il a reçu le prix Templeton. Il a contribué à de nombreuses revues, dont First Things et la National Review. Il était membre du Conseil de l’Ave Maria Mutual Funds.

## Œuvres
- The Tiber was Silver (1962)
- Belief and Unbelief (1965) (traduit en français sous le titre Où est Dieu, la foi d'un laïc, Tours, Mame, 1970)
- Naked I Leave a novel (1970)
- The Experience of Nothingness (1971)
- Rise of the Unmeltable Ethnics (1972)
- The Spirit of Democratic Capitalism (1982) (traduit en français sous le titre Une Éthique économique : les valeurs de l'économie de marché, Paris, Cerf, 1987)
- The New Consensus on Family and Welfare: A Community of Self-Reliance (Novak et al.) (1987)
- Free Persons and the Common Good (1988) (traduit en français sous le titre Démocratie et bien commun, Paris, Cerf, 1991)
- The Catholic Ethic and the Spirit of Capitalism (1993)
- Business as a Calling (1996)
- On Two Wings: Humble Faith and Common Sense at the American Founding (2001)
- Universal Hunger for Liberty: Why the Clash of Civilizations is Not Inevitable (2004)
- Washington's God: Religion, Liberty, and the Father of Our Country (avec Jana Novak) (2006)
- No One Sees God: The Dark Night of Atheists and Believers (2008)
- All Nature is a Sacramental Fire: Moments of Beauty, Sorrow, and Joy (2011)
- Living the Call: An Introduction to the Lay Vocation (avec William E. Simon) (2011)
- The Myth of Romantic Love and Other Essays (avec Elizabeth Shaw) (2012)
- Writing from Left to Right: My Journey From Liberal to Conservative (2013)